# 卵形潛鮃
卵形潛鮃為輻鰭魚綱鰈形目鰈亞目牙鮃科的其中一種，為熱帶海水魚，分布於東太平洋區，從墨西哥至秘魯海域，棲息深度9-40公尺，體長可達23公分，棲息在沙底質底層水域，以小魚及甲殼類為食，生活習性不明，可作為食用魚。